# Slobodan Komljenović
Slobodan Komljenović (en serbe en écriture cyrillique : Слободан Комљенови), né le 2 janvier 1971 à Francfort-sur-le-Main, est un footballeur germano-serbe, international yougoslave, qui évoluait au poste de défenseur. 

## Biographie
Né en Allemagne de l'Ouest, il a fait l'essentiel de sa carrière en Bundesliga. Il a pris sa retraite de joueur professionnel en 2006, à l'âge de 35 ans. Il a terminé sa carrière en 5e division autrichienne, à l'Union Weißkirchen, jouant simplement pour le plaisir dans un club amateur. À partir de la saison 2009-2010, il devient le directeur sportif du club de D1 de Bosnie-Herzégovine, FK Laktaši.
Il dispute son premier tournoi majeur lors de la Coupe du monde 1998. Convoqué pour disputer l'Euro 2000, il marque un but face à l'Espagne lors du premier tour.  

## Clubs
- 1992-1997 : Eintracht Francfort -  Allemagne
- 1997-1999 : MSV Duisbourg -  Allemagne
- 1999-2001 : FC Kaiserslautern -  Allemagne
- 2001-2003 : Real Saragosse -  Espagne
- 2003-2004 : Wacker Burghausen -  Allemagne
- 2004-2006 : TSV Munich 1860 -  Allemagne
- 2007 : Union Weißkirchen -  Autriche

## Équipe nationale
- 22 sélections et 3 buts avec l'équipe de la République fédérale de Yougoslavie[1]
- Quart de finaliste du Championnat d'Europe des nations 2000
- Huitième de finaliste de la Coupe du monde 1998